# Attagenus heydeni
Attagenus heydeni es una especie de coleóptero de la familia Dermestidae.

## Distribución geográfica
Habita en Argelia, Egipto, Marruecos y en   Israel.